# Oxynoemacheilus
Oxynoemacheilus – rodzaj słodkowodnych ryb karpiokształtnych z rodziny Nemacheilidae.

## Klasyfikacja
Gatunki zaliczane do tego rodzaju:
| - Oxynoemacheilus anatolicus - Oxynoemacheilus angorae – śliz turecki - Oxynoemacheilus araxensis - Oxynoemacheilus argyrogramma - Oxynoemacheilus banarescui - Oxynoemacheilus bergianus - Oxynoemacheilus brandtii - Oxynoemacheilus bureschi - Oxynoemacheilus ceyhanensis - Oxynoemacheilus cinicus - Oxynoemacheilus cyri - Oxynoemacheilus ercisiana - Oxynoemacheilus erdali - Oxynoemacheilus eregliensis - Oxynoemacheilus evreni - Oxynoemacheilus frenatus - Oxynoemacheilus galilaeus - Oxynoemacheilus germencicus - Oxynoemacheilus hamwii - Oxynoemacheilus insignis - Oxynoemacheilus kaynaki | - Oxynoemacheilus kermanshahensis - Oxynoemacheilus kiabii - Oxynoemacheilus kosswigi - Oxynoemacheilus lenkoranensis - Oxynoemacheilus leontinae - Oxynoemacheilus mediterraneus - Oxynoemacheilus merga – śliz rosyjski - Oxynoemacheilus namiri - Oxynoemacheilus panthera - Oxynoemacheilus paucilepis - Oxynoemacheilus persa - Oxynoemacheilus phoxinoides - Oxynoemacheilus pindus - Oxynoemacheilus samanticus - Oxynoemacheilus seyhanensis - Oxynoemacheilus seyhanicola - Oxynoemacheilus simavicus - Oxynoemacheilus theophilii - Oxynoemacheilus tigris - Oxynoemacheilus tongiorgii |

Gatunkiem typowym jest Cobitis persa (O. persa).